# Pohřebiště francouzských panovníků

Základní podoba znaku Francouzského království

Velký znak Francouzského království

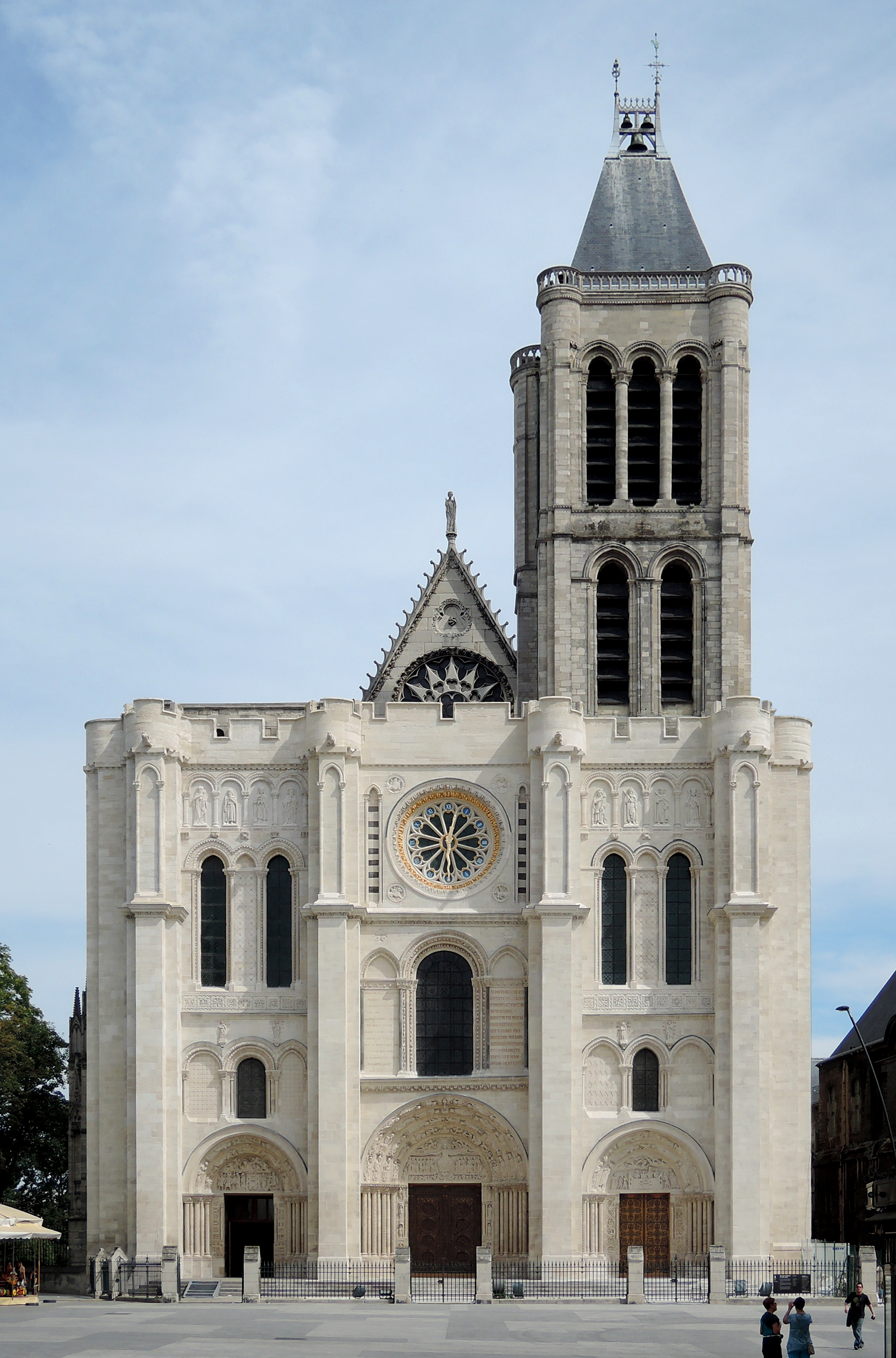
Portál baziliky Saint-Denis, hrobky francouzských králů

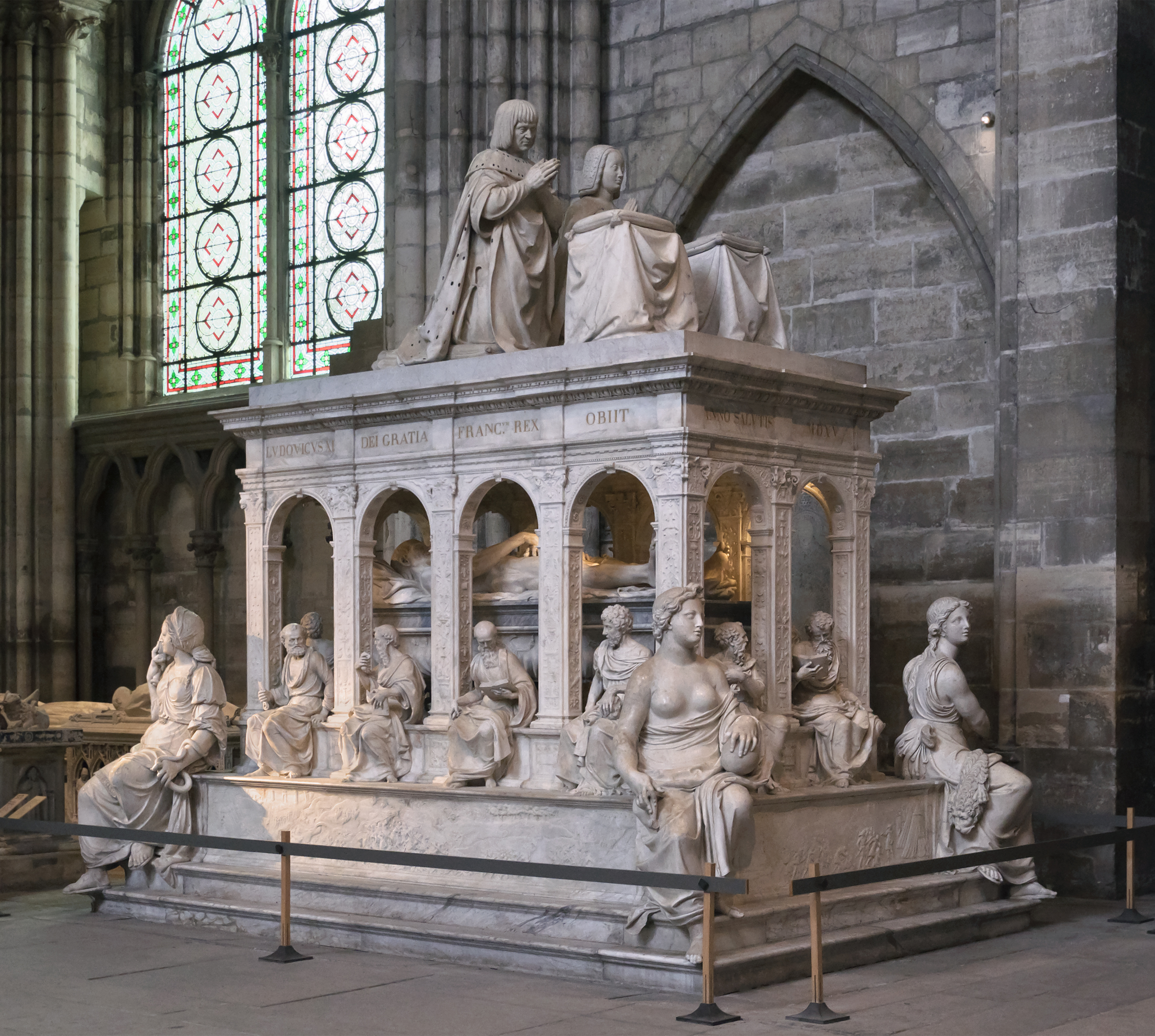
Tumba krále Ludvíka XII. a Anny Bretaňské v bazilice Saint-Denis

Toto je seznam pohřebišť panovníků Francouzského království, které existovalo od roku 814. Úlohu rodinné hrobky francouzské královské rodiny plní bazilika Saint-Denis, kde byla pochována většina panovníků. Ta však byla v době francouzské revoluce vypleněna a ostatky těl byly buď rozkradeny, nebo částečně pohřbeny mimo kostel. 
S restaurací dynastie Bourbonů byla pohřebiště obnovena. Ostatky panovníků a jejich rodinných příslušníků, které se podařilo nalézt, byly uloženy ve společném osariu, neboť je nebylo možné identifikovat jednotlivě. Větší část pohřebiště v St-Denis je proto prázdná. Toliko hroby Ludvíka VII., Luisy Lotrinské, Ludvíka XVI., Marie Antoinetty a Ludvíka XVIII. obsahují skutečné ostatky. 
Dynastie Bonaparte má svou hrobku v Chapelle Impériale v Ajacciu, avšak oba císaři z tohoto rodu byli pochováni jinde.
| Jméno                                     | Doba života        | Místo pohřbení |
| ----------------------------------------- | ------------------ | --- |
| král Ludvík I.                            | 778–840            | Kostel sv. Arnulfa v Metách, Moselle, Lotrinsko                                                                                    |
| Ermengarda z Hesbaye                      | kolem 780–818      | Angers, Maine-et-Loire, Pays de la Loire                                                                                           |
| Judita Bavorská                           | asi 795–843        | Saint-Martin de Tours, Indre-et-Loire, Centre                                                                                      |
| král Karel II. Holý                       | 823–877            | Bazilika Saint-Denis u Paříže (hrobka se nedochovala)                                                                              |
| Irmentruda Orleánská                      | asi 830–869        | Bazilika Saint-Denis u Paříže |
| Richilda z Provence                       | kolem 845–910      | ? |
| král Ludvík II.                           | 846–879            | Opatský kostel St. Corneille v Compiègne, Oise, Pikardie                                                                           |
| Ansgarda Burgundská                       | 826–880            | ? |
| Adéla z Frioul                            | 850–901            | Opatský kostel St. Corneille v Compiègne, Oise, Pikardie                                                                           |
| král Ludvík III.                          | 863–882            | Bazilika Saint-Denis u Paříže |
| král Karloman II.                         | 866–884            | Bazilika Saint-Denis u Paříže |
| král Karel III.                           | 839–888            | Klášter Reichenau v Mittelzell na ostrově Reichenau                                                                                |
| Richardis Alsaská                         | 840–900            | Klášter Andlau, Bas-Rhin, Alsasko                                                                                                  |
| král Odo                                  | 856–898            | Bazilika Saint-Denis u Paříže (hrobka se nedochovala)                                                                              |
| Théodorada z Troyes                       | kolem 868 – po 903 | ? |
| král Karel III.                           | 879–929            | Saint-Fursy v Péronne, Somme, Pikardie                                                                                             |
| Frederuna                                 | 887–917            | Bazilika St-Rémy v Remeši, Marne, Champagne-Ardenne                                                                                |
| Edwiga z Wessexu                          | 903– po r. 951     | Opatství Saint-Médard u Soissons                                                                                                   |
| král Robert I.                            | 866–923            | ? |
| Adéla z Maine                             | ?                  | ? |
| Beatrix z Vermandois                      | 880–931            | ? |
| král Rudolf                               | 860–936            | Opatství Sainte-Colombe v Sens, Yonne, Burgundsko                                                                                  |
| Ema Francouzská                           | 894–934            | ? |
| král Ludvík IV.                           | 920–954            | Bazilika St-Rémy v Remeši, Marne, Champagne-Ardenne                                                                                |
| Gerberga Saská                            | 919–984            | Bazilika St-Rémy v Remeši, Marne, Champagne-Ardenne                                                                                |
| král Lothar I.                            | 941–986            | Bazilika St-Rémy v Remeši, Marne, Champagne-Ardenne                                                                                |
| Emma Italská                              | 948–?              | ? |
| král Ludvík V.                            | 966–987            | Opatský kostel St. Corneille v Compiègne, Oise, Pikardie                                                                           |
| Adéla Akvitánská                          | 947–1026           | Klášter Montmajour u Arles, Bouches-du-Rhône, Provence-Alpes-Côte d’Azur                                                           |
| král Hugo I.                              | 938–996            | Bazilika Saint-Denis u Paříže (hrobka se nedochovala)                                                                              |
| král Robert II.                           | 972–1031           | Bazilika Saint-Denis u Paříže |
| Rozala Zuzana Italská                     | 945–1003           | Opatství svatého Petra, Gent |
| Berta Burgundská                          | 967–1016           | ? |
| Konstancie z Arles                        | 973–1032           | Bazilika Saint-Denis u Paříže |
| král Hugo II.                             | 1007–1025          | Opatský kostel St. Corneille v Compiègne, Oise, Pikardie                                                                           |
| král Jindřich I.                          | 1008–1060          | Bazilika Saint-Denis u Paříže |
| Matylda Franská                           | ?–1034             | Wormská katedrála sv. Petra |
| Matylda Fríská                            | ?–1044             | Bazilika Saint-Denis u Paříže (hrobka se nedochovala)                                                                              |
| Anna Kyjevská                             | 1036–1076          | Opatský kostel Villiers v La Ferté-Alais, Essonne, Île-de-France                                                                   |
| král Filip I.                             | 1052–1108          | Opatský kostel Saint-Benoît-sur-Loire, Loiret, Centre                                                                              |
| Berta Holandská                           | 1055–1093          | ? |
| Bertrada z Montfortu                      | 1070–1117          | Královský konvent v Haute-Bruyère u Saint-Rémy-l’Honoré, Yvelines, Île-de-France                                                   |
| král Ludvík VI.                           | 1081–1137          | Bazilika Saint-Denis u Paříže |
| Luciana z Rochefortu                      | 1088–1093          | ? |
| Adéla Savojská                            | 1092–1154          | Opatský kostel Saint-Pierre de Montmartre, Paříž                                                                                   |
| král Filip, spolukrál                     | 1116–1131          | Bazilika Saint-Denis u Paříže |
| král Ludvík VII.                          | 1021–1180          | Původně v klášteře Notre-Dame-de-Barbeau u Fontainebleau; od roku 1817 v Bazilice Saint-Denis u Paříže                             |
| Eleonora Akvitánská                       | 1122–1204          | Klášter Fontevrault, Maine-et-Loire, Pays de la Loire                                                                              |
| Konstancie Kastilská                      | 1140–1160          | Bazilika Saint-Denis u Paříže |
| Adéla ze Champagne                        | 1140–1206          | Opatský kostel v Pontigny, Yonne, Burgundsko                                                                                       |
| král Filip II. August                     | 1165–1223          | Bazilika Saint-Denis u Paříže (hrobka se nedochovala)                                                                              |
| Isabela Henegavská                        | 1170–1190          | Notre Dame de Paris (hrobka se nedochovala)                                                                                        |
| Ingeborg Dánská                           | 1175–1236          | Klášter Saint-Jean-en-l’Isle u Corbeil, Essonne, Île-de-France                                                                     |
| Anežka Marie Meránská                     | 1180–1201          | Benediktinský klášter St. Corentin-lès-Mantes, Yvelines, Île-de-France                                                             |
| král Ludvík VIII.                         | 1187–1226          | Bazilika Saint-Denis u Paříže (hrobka se nedochovala)                                                                              |
| Blanka Kastilská                          | 1188–1252          | ZisterzienserOpatství Maubuisson u Saint-Ouen-l'Aumône, Val-d'Oise, srdce v opatství Lys u Melunu                                  |
| král Ludvík IX.                           | 1214–1270          | Bazilika Saint-Denis u Paříže (hrobka se nedochovala)                                                                              |
| Markéta z Provence                        | 1121–1295          | Bazilika Saint-Denis u Paříže (hrobka se nedochovala)                                                                              |
| král Filip III.                           | 1245–1285          | Bazilika Saint-Denis u Paříže |
| Isabela Aragonská                         | 1147–1271          | Bazilika Saint-Denis u Paříže |
| Marie Brabantská                          | 1256–1321          | Klášter Cordeliers v Paříži (kostel byl zničen)                                                                                    |
| král Filip IV.                            | 1268–1314          | Bazilika Saint-Denis u Paříže |
| Jana I. Navarrská                         | 1272–1305          | Klášter Cordeliers v Paříži (kostel byl zničen)                                                                                    |
| král Ludvík X.                            | 1289–1316          | Bazilika Saint-Denis u Paříže |
| Markéta Burgundská                        | 1290–1315          | Františkánský kostel ve Vernonu, Eure, Haute-Normandie                                                                             |
| Klemencie Uherská                         | 1293–1328          | Bazilika Saint-Denis u Paříže |
| král Jan I.                               | 1316–1316          | Bazilika Saint-Denis u Paříže |
| král Filip V.                             | 1291–1322          | Bazilika Saint-Denis u Paříže |
| Johana II. Burgundská                     | 1291–1330          | Klášter Cordeliers v Paříži (kostel byl zničen)                                                                                    |
| král Karel IV.                            | 1295–1328          | Bazilika Saint-Denis u Paříže |
| Blanka Burgundská                         | 1296–1325          | Klášter Maubuisson v Saint-Ouen-l'Aumône, Val-d'Oise, Île-de-France                                                                |
| Marie Lucemburská                         | 1305–1324          | Klášter Montargis, Loiret, Centre                                                                                                  |
| Jana z Évreux                             | 1310–1371          | Bazilika Saint-Denis u Paříže |
| král Filip VI.                            | 1293–1350          | Bazilika Saint-Denis u Paříže |
| Jana Burgundská                           | 1294–1348/49       | Bazilika Saint-Denis u Paříže (hrobka se nedochovala)                                                                              |
| Blanka Navarrská                          | 1335–1398          | Bazilika Saint-Denis u Paříže |
| král Jan II.                              | 1319–1364          | Bazilika Saint-Denis u Paříže |
| Jitka Lucemburská                         | 1315–1349          | Klášter Maubuisson u Saint-Ouen-l'Aumône, Val-d'Oise, Île-de-France                                                                |
| Jana z Auvergne                           | 1326–1360          | Bazilika Saint-Denis u Paříže (hrobka se nedochovala)                                                                              |
| král Karel V.                             | 1337–1380          | Bazilika Saint-Denis u Paříže |
| Johana Bourbonská                         | 1339–1378          | Bazilika Saint-Denis u Paříže |
| král Karel VI.                            | 1368–1422          | Bazilika Saint-Denis u Paříže |
| Isabela Bavorská                          | 1370–1435          | Bazilika Saint-Denis u Paříže |
| král Karel VII.                           | 1403–1461          | Bazilika Saint-Denis u Paříže |
| Marie Neapolská-Anjou                     | 1404–1463          | Bazilika Saint-Denis u Paříže |
| král Ludvík XI.                           | 1423–1483          | Notre-Dame v Cléry-Saint-André u Orléans, Loiret, Centre                                                                           |
| Markéta Skotská                           | 1424–1445          | Opatský kostel sv. Laona v Thouars, Vienne, Poitou-Charente                                                                        |
| Šarlota Savojská                          | 1445–1483          | Bazilika Notre-Dame v Cléry-Saint-André u Orléans, Loiret, Centre                                                                  |
| král Karel VIII.                          | 1470–1498          | Bazilika Saint-Denis u Paříže (hrobka se nedochovala); srdce: Bazilika Notre-Dame-de-Cléry                                         |
| Anna Bretaňská                            | 1477–1514          | Bazilika Saint-Denis u Paříže |
| král Ludvík XII.                          | 1462–1515          | Bazilika Saint-Denis u Paříže |
| Johana z Valois                           | 1464–1505          | Klášter anunciátek v Bourges, Cher, Centre                                                                                         |
| Anna Bretaňská                            | 1477–1514          | Bazilika Saint-Denis u Paříže |
| Marie Tudorovna Anglická                  | 1496–1533          | St. Mary’s Church v Bury St Edmunds                                                                                                |
| král František I.                         | 1494–1547          | Bazilika Saint-Denis u Paříže |
| Klaudie Francouzská                       | 1499–1524          | Bazilika Saint-Denis u Paříže |
| Eleonora Habsburská                       | 1498–1558          | 9. kaple Panteonu infantů v klášteře svatého Vavřince v Escorialu                                                                  |
| král Jindřich II.                         | 1519–1559          | Bazilika Saint-Denis u Paříže |
| Kateřina Medicejská                       | 1519–1589          | Bazilika Saint-Denis u Paříže |
| král František II.                        | 1544–1560          | Bazilika Saint-Denis u Paříže (dochovala se pouze urna se srdcem)                                                                  |
| Marie Stuartovna Skotská                  | 1542–1587          | Kaple Jindřicha VII. ve Westminsterském opatství v Londýně                                                                         |
| král Karel IX.                            | 1550–1574          | Bazilika Saint-Denis u Paříže (hrobka se nedochovala)                                                                              |
| Alžběta Habsburská                        | 1554–1592          | Původně v klášteře klarisek, od roku 1782 ve vévodské hrobce v katedrále svatého Štěpána ve Vídni                                  |
| král Jindřich III.                        | 1551–1589          | Původně v St-Corneille, od roku 1610 v Bazilice Saint-Denis u Paříže (hrobka se nedochovala, pouze pamětní místo a urna se srdcem) |
| Luisa Lotrinská                           | 1553–1601          | Původně v Convent des Capucines, St. Honoré v Paříži, od roku 1817 v Bazilice Saint-Denis u Paříže                                 |
| král Jindřich IV.                         | 1553–1610          | Bazilika Saint-Denis u Paříže (hrobka se nedochovala, pouze pamětní místo)                                                         |
| Markéta z Valois                          | 1553–1615          | Bazilika Saint-Denis u Paříže (pouze pamětní deska)                                                                                |
| Marie Medicejská                          | 1573–1642          | Bazilika Saint-Denis u Paříže (pouze pamětní deska)                                                                                |
| král Ludvík XIII.                         | 1601–1643          | Bazilika Saint-Denis u Paříže (hrobka se nedochovala)                                                                              |
| Anna Rakouská                             | 1601–1666          | Bazilika Saint-Denis u Paříže (hrobka se nedochovala)                                                                              |
| král Ludvík XIV.                          | 1638–1715          | Bazilika Saint-Denis u Paříže (hrobka se nedochovala, pouze pamětní místo)                                                         |
| Marie Tereza Habsburská                   | 1638–1683          | Bazilika Saint-Denis u Paříže (hrobka se nedochovala, pouze pamětní místo)                                                         |
| Françoise d'Aubigné, markýza z Maintenonu | 1635–1719          | V ambitu kostela Saint-Cyr-l’École, Yvelines, Île-de-France                                                                        |
| král Ludvík XV.                           | 1710–1774          | Bazilika Saint-Denis u Paříže (hrobka se nedochovala)                                                                              |
| Marie Leszczyńská                         | 1703–1768          | Bazilika Saint-Denis u Paříže; srdce v Notre-Dame de Bon-Secours v Nancy                                                           |
| král Ludvík XVI.                          | 1754–1793          | Původně na hřbitově de la Madeleine, od roku 1815 v Bazilice Saint-Denis u Paříže                                                  |
| Marie Antoinetta Habsbursko-Lotrinská     | 1755–1793          | Původně na hřbitově de la Madeleine, od roku 1815 v Bazilice Saint-Denis u Paříže                                                  |
| král Ludvík XVII.                         | 1785–1795          | Původně na hřbitově Ste-Marguérite, poté v Bazilice Saint-Denis u Paříže                                                           |
| císař Napoleon I.                         | 1769–1821          | Původně na Sv. Heleně, od roku 1840 v pařížské Invalidovně                                                                         |
| Joséphine de Beauharnais                  | 1763–1814          | Eglise St-Pierre-et-St.Paul v Rueil-Malmaison, Hauts-de-Seine, Île-de-France                                                       |
| Marie Luisa Habsbursko-Lotrinská          | 1791–1847          | Nová hrobka v císařské hrobce ve Vídni                                                                                             |
| Napoleon II., král Římský zv. Orlík       | 1811–1832          | Původně v kapucínské hrobce ve Vídni, od roku 1940 v pařížské Invalidovně. Srdce pochováno v augustiniánském kostele ve Vídni      |
| král Ludvík XVIII.                        | 1755–1824          | Bazilika Saint-Denis u Paříže |
| Marie Josefína Savojská                   | 1753–1810          | Původně ve Westminsterském opatství, od roku 1811 v S. Luzifero v Cagliari                                                         |
| král Karel X.                             | 1757–1836          | Klášter Kostanjevica v Nové Gorici, Slovinsko                                                                                      |
| Marie Terezie Savojská                    | 1756–1805          | katedrále svatého Jiljí Štýrský Hradec; srdce v Santa Chiara v Neapoli                                                             |
| král Ludvík XIX.                          | 1775–1844          | Klášter Kostanjevica v Nové Gorici, Slovinsko                                                                                      |
| Marie Terezie Bourbonská                  | 1778–1851          | Klášter Kostanjevica v Nové Gorici, Slovinsko                                                                                      |
| král Ludvík Filip I.                      | 1773–1850          | Původně ve Weybridge, od roku 1876 v mausoleu orleánské dynastie v královské kapli v Dreux, Eure-et-Loir, Centre                   |
| Marie Amálie Neapolsko-Sicilská           | 1782–1866          | Původně ve Weybridge, od roku 1876 v mausoleu orleánské dynastie v královské kapli v Dreux, Eure-et-Loir, Centre                   |
| císař Napoleon III.                       | 1808–1873          | Původně St. Mary's Church v Chislehurstu, od roku 1888 v St. Michael’s Abbey ve Farnborough                                        |
| Evženie z Montijo                         | 1826–1920          | St. Michael’s Abbey ve Farnborough                                                                                                 |